# Mariusz Fyrstenberg
Mariusz Stanisław Fyrstenberg és un jugador professional de tennis nascut el 8 de juliol de 1980 a Varsòvia, Polònia. S'especialitza en dobles i al costat del seu company Marcin Matkowski han format una de les duples més duradores del circuit guanyant molts títols amb el seu compatriota. La dupla destaca més pel seu joc en pistes lentes encara que la seua evolució a través dels anys es va notar sobre les superfícies ràpides i el seu millor resultat ho han aconseguit al guanyar el Masters de Madrid en 2008 i 2012; i ser finalista del mateix en 2007, del US Open i de l'ATP World Tour Finals en 2011.
La anunciar la seva retirada l'any 2017 en el torneig Szczecin Open, del circuit Challenger, disputat del seu país d'origen.